# Апраксин, Иван Александрович
Граф Ива́н Алекса́ндрович Апра́ксин (9 [20] июня 1756 — 13 [25] октября 1818) — генерал-лейтенант, сенатор из рода Апраксиных.

## Биография

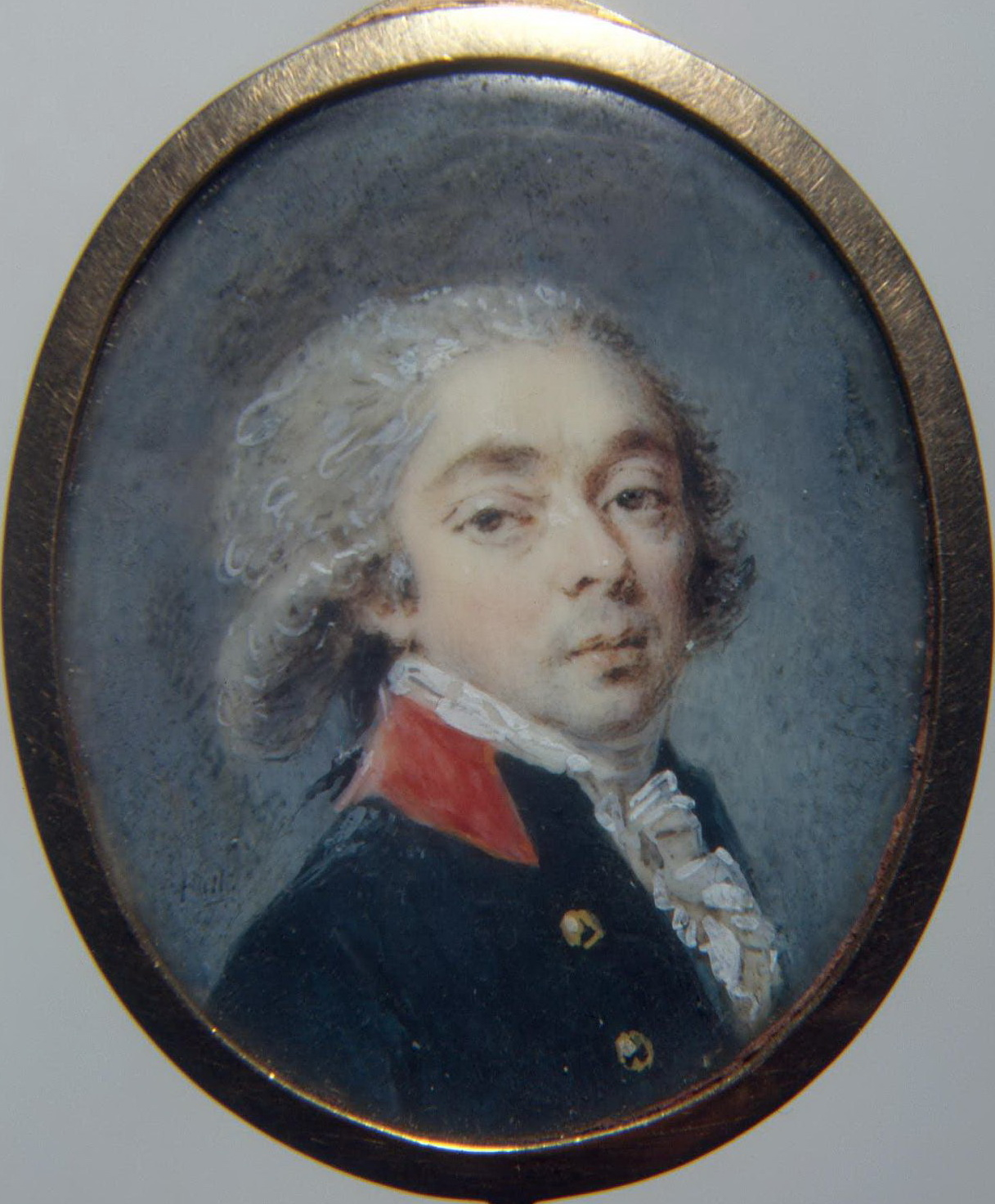
Миниатюра работы А. Х. Ритта

Второй сын графа Александра Фёдоровича Апраксина (1733—1792) от брака его с княжной Натальей Ивановной Одоевской. По отцу — правнук стольника графа А. М. Апраксина; по матери — внук князя И. В. Одоевского.
Военную службу начал (1771), произведён в капитаны Преображенского полка (01 января 1778), выпущен к статским делам бригадиром (01 января 1784). Во время второй русско-турецкой войны сражался под командованием генерала И. В. Гудовича, отличился при осаде Аккеермана, а после капитуляции крепости доставил её ключи императрице Екатерине II (1789).
Впоследствии определён обер-контролёром в Военную коллегию, пожалован в генерал-майоры (01 января 1795), снова генеральный контролёр Военной коллегии (28 ноября 1796), генерал-лейтенант (11 сентября 1798). Пожалован орденом Святой Анна I степени (21 декабря 1799), орденом Святого Владимира II степени (17 января 1810), орденом Святого Александра (26 марта 1812). Сенатор (25 марта 1812), состоящий по армии.
Вышел в отставку и скончался в 1818 году.

## Семья

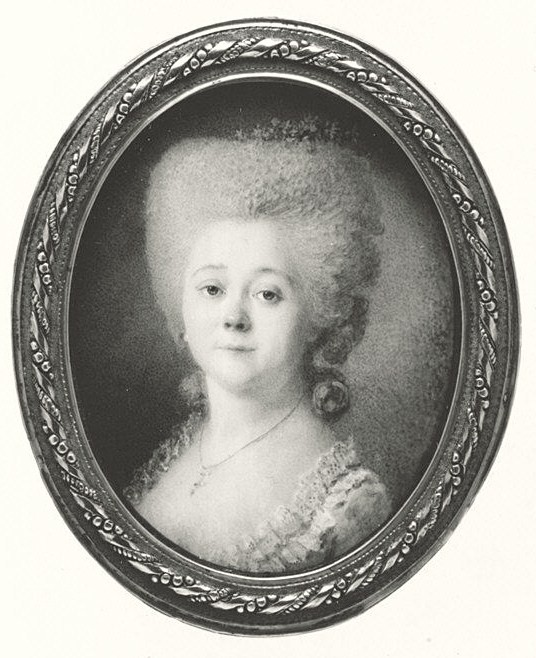
Графиня Мария Апраксина

Жена (с 11 ноября 1780 года) — графиня Мария Александровна Вальдштейн (04.07.1756—1820), фрейлина двора, дочь полковника русской службы графа Франца Иосифа Вальдштейна (1719—1758) от брака с Дарьей Александровной Румянцевой (1730—1809). Воспитывалась в Смольном институте благородных девиц, который окончила (1776) с шифром. Венчалась с Апраксиным в Петербурге в Исаакиевском соборе. За заслуги мужа пожалована в кавалерственные дамы ордена св. Екатерины малого креста (09 апреля 1809). Дети:
- Александр Иванович (07.12.1782—09.07.1848), полковник, участник наполеоновских войн.
- Пётр Иванович (1784—21.12.1852), генерал-майор.
- Екатерина Ивановна (03.08.1787—31.05.1864), замужем за Николаем Петровичем Новосильцевым (1789—1856), статс-секретарем императрицы Марии Фёдоровны; их дочь Екатерина (1818—1869) с 1838 года была женой Э. Д. Нарышкина.
- Василий Иванович (01.10.1789—1822), флигель-адъютант, художник-карикатурист.
- Павел Иванович (16.05.1793[4]—25.07.1833[5]), крестник князя П. А. Голицына; директор казенной Лосиной фабрики, от брака с Верой Васильевной Мельгуновой имел троих детей. Умер от простуды в Москве.